# Konrad Peters Caspers

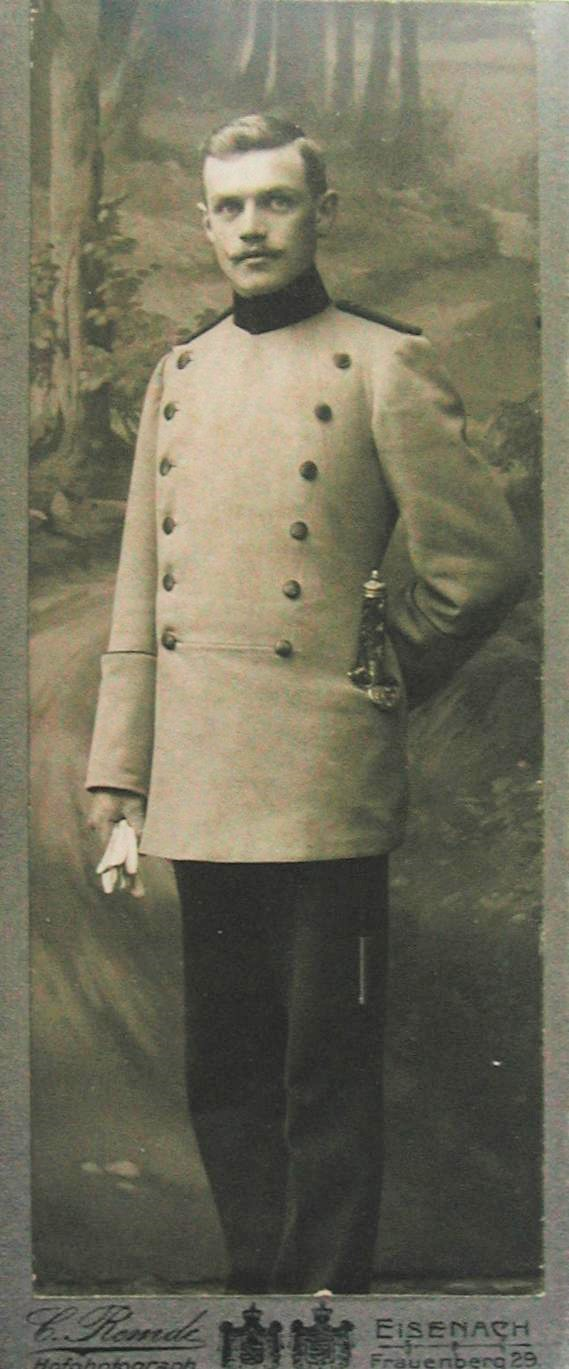
Konrad Peters.

El ingeniero forestal alemán Konrad Peters (Hanerau, 1883-Concepción, 1952) fue el principal responsable de la forestación y manejo de las primeras plantaciones industriales de pino y eucalipto realizadas en Chile, siendo uno de los principales pioneros, que en los albores del siglo pasado, inició el camino que hizo posible el desarrollo forestal que ostenta hoy nuestro país. Fue el organizador de los bosques artificiales entre Concepción y Arauco y uno de los primeros ingenieros forestales llegados al país.
Nacido en Hanerau, en el estado de Schleswig-Holstein, en el norte de Alemania, en 1883, fue el sexto de nueve hermanos. Cursó sus estudios de ingeniería civil y luego ingeniería forestal en la Universidad de Góttingen, Desde su egreso hasta su venida a Chile se desempeñó en varias reservas forestales del Estado y particulares.
En 1906, después de una rigurosa selección entre más de 120 postulantes, llegó a Chile contratado inicialmente por un período de dos años a la Compañía Carbonífera e Industrial de Lota, donde permaneció como máxima autoridad forestal hasta 1943, año en que se retiró para dedicarse a la agricultura en la zona de Coelemu. Allí prosiguió sus estudios sobre la maderería en Chile y sus posibilidades, ejerciendo, paralelamente hasta 1948, como asesor forestal de la Compañía.
Con los reducidos medios de que se disponía en esa época y gracias a su esfuerzo personal, Konrad Peters logró la forestación con pino radiata de una vasta zona entre Plegarias y Bío-Bío y desde Santa Juana hasta Ramadillas y Maquehua. Estos pinares, junto también a las extensas áreas plantadas con eucaliptus, constituyeron la base de la empresa Forestal Colcura S.A. De esta forma, la Compañía Carbonífera e Industrial de Lota llegó a constituirse en la época en la propietaria de los más grandes bosques artificiales de Sudamérica. 
Estas plantaciones de pino radiata fueron traspasadas en 1968 a la CORFO para el abastecimiento de la recién creada empresa "Celulosa Arauco". Durante las primeras décadas de funcionamiento de la planta,  todavía era posible apreciar rodales plantados por Konrad Peters, que explotados por sus nuevos propietarios -Forestal Arauco Ltda.- entregaron extraordinarios rendimientos como rollizos.de exportación.
La misión forestal Haig, de Estados Unidos, que visitó Chile en 1946, destacó en su informe al gobierno que los bosques plantados y manejados por el ingeniero Peters, podían considerarse entre los más científicamente organizados del mundo.
Cabe destacar además que junto a la masiva tarea de forestación y manejo, Konrad Peters desarrolló una extraordinaria labor de investigación, durante los 30 años que estuvo al frente del Departamento Forestal de la Compañía.
Algunas de sus experiencias y resultados los compiló en un pequeño libro editado en 1938 por la imprenta Nascimiento, titulado "Estudio Experimental Sobre Selvicultura en Chile". Su biblioteca técnica, constituida en su mayoría por textos de forestación y cosecha, fue donada por su viuda a la Universidad Austral de Chile.
Konrad Peters Caspers falleció en Concepción en 1952, mismo año de la creación de la carrera de ingeniería forestal en la Universidad de Chile, después de fructíferos 37 años dedicado a la forestación.
Además dejando 4 hijos